# Heliothela floricola
Heliothela floricola is een vlinder uit de familie van de grasmotten (Crambidae), uit de onderfamilie van de Heliothelinae. De wetenschappelijke naam van deze soort is voor het eerst gepubliceerd in 1913 door Alfred Jefferis Turner.
De soort komt voor in Australië (New South Wales).